# Aegviidu
Aegviidu est un bourg et une ancienne commune rurale (alevvald) d'Estonie situé dans le comté de Harju au nord du pays. Depuis 2017, elle fait partie de la commune d'Anija.

## Géographie
Aegviidu est situé à environ 60 km au sud-est de Tallinn, sur la route qui relie la capitale à Tartu, au milieu de la région marécageuse de Kõrvemaa.
Aegviidu est le chef-lieu de la commune rurale du même nom, créée en 1993, et qui s'étend alors sur 11,97 km2 . Elle est supprimée lors d'une réorganisation administrative en octobre 2017 et intégrée à la commune d'Anija.

## Histoire
En 1796, le domaine de Charlottenhof est formé autour du hameau d' Aegwid, selon la carte dessinée par le comte Ludwig August Mellin.
En 1820, le propriétaire du manoir, le baron von Goyningen-Hühne, y construisit un relais postal pour desservir les diligences postales entre Revel et Dorpat. De nos jours, ce bâtiment a été rénové pour accueillir l'école locale..
En 1870, le chemin de fer Revel-Pétersbourg fut construit et une gare fut ouverte à Aegviidu. Grâce au chemin de fer, le nombre d'habitants d'AegviidU a augmenté et des résidences d'été ont été construites dans les forêts environnantes. Une église a été construite en 1896, et un bureau de poste, une pharmacie et un magasin ont été construits au début du XXe siècle. En 1926, Aegviidu reçut le statut de village d'été. En 1937-1938, un centre touristique fut construit au bord le lac Purgatsi à Nelijärve, le centre de Nelijärve est toujours en activité.

## Démographie
La population s'élevait à 738 habitants en 2012 et à 706 habitants en 2017.
| 1934 | 1950 | 1959  | 1970  | 1979  |
| ---- | ---- | ----- | ----- | ----- |
| 666  | 889  | 1 051 | 1 250 | 1 311 |

| 1989  | 1995  | 2000 | 2005 | 2008 |
| ----- | ----- | ---- | ---- | ---- |
| 1 097 | 1 085 | 952  | 916  | 881  |

| 2011 | 2019 | - | - | - |
| ---- | ---- | - | - | - |
| 761  | 708  | - | - | - |

## Personnalités
- Jan Kaus, écrivain et poète estonien né à Aegviidu.

## Galerie

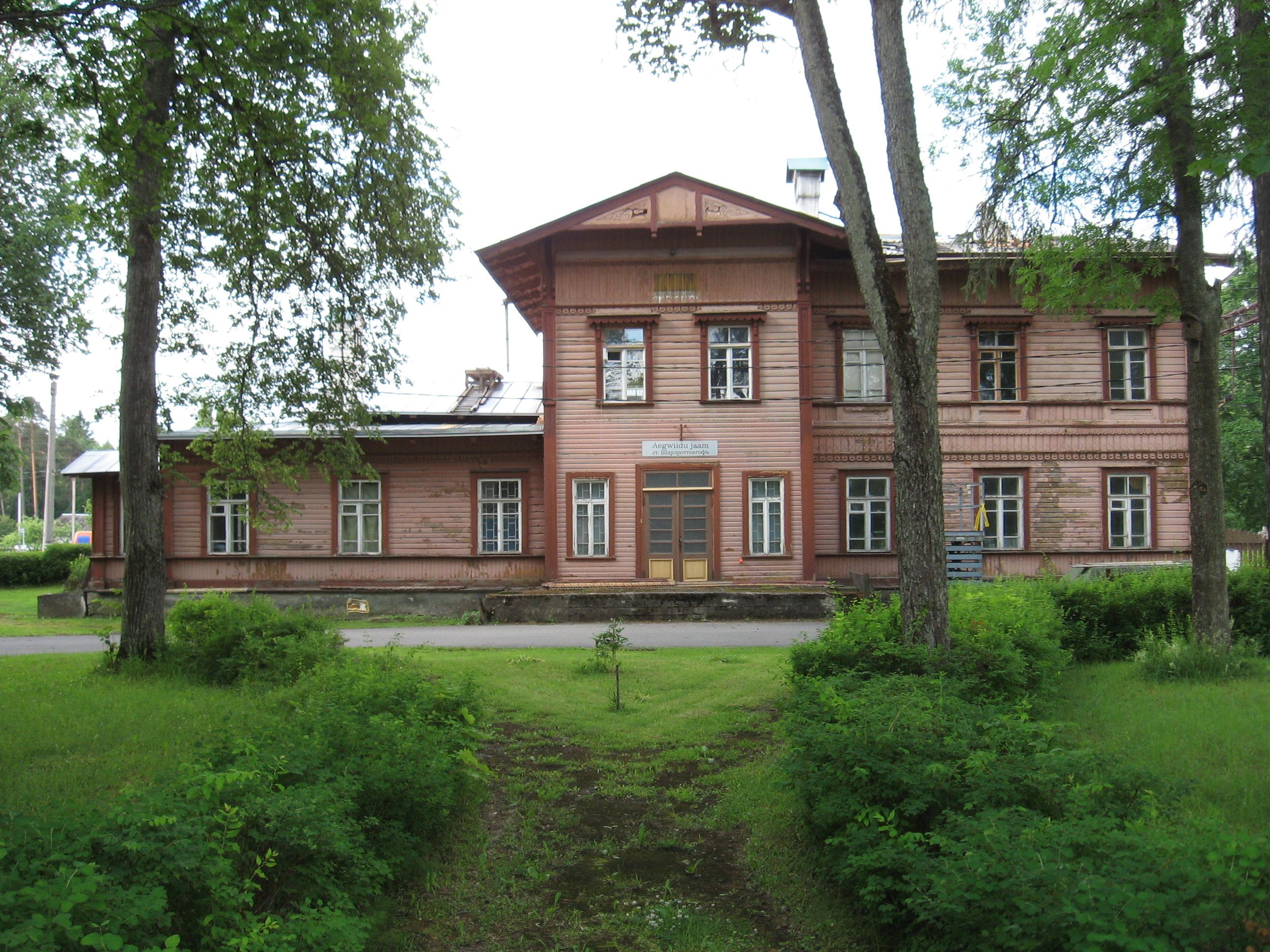
Bâtiment principal de la gare de Aegviidu.
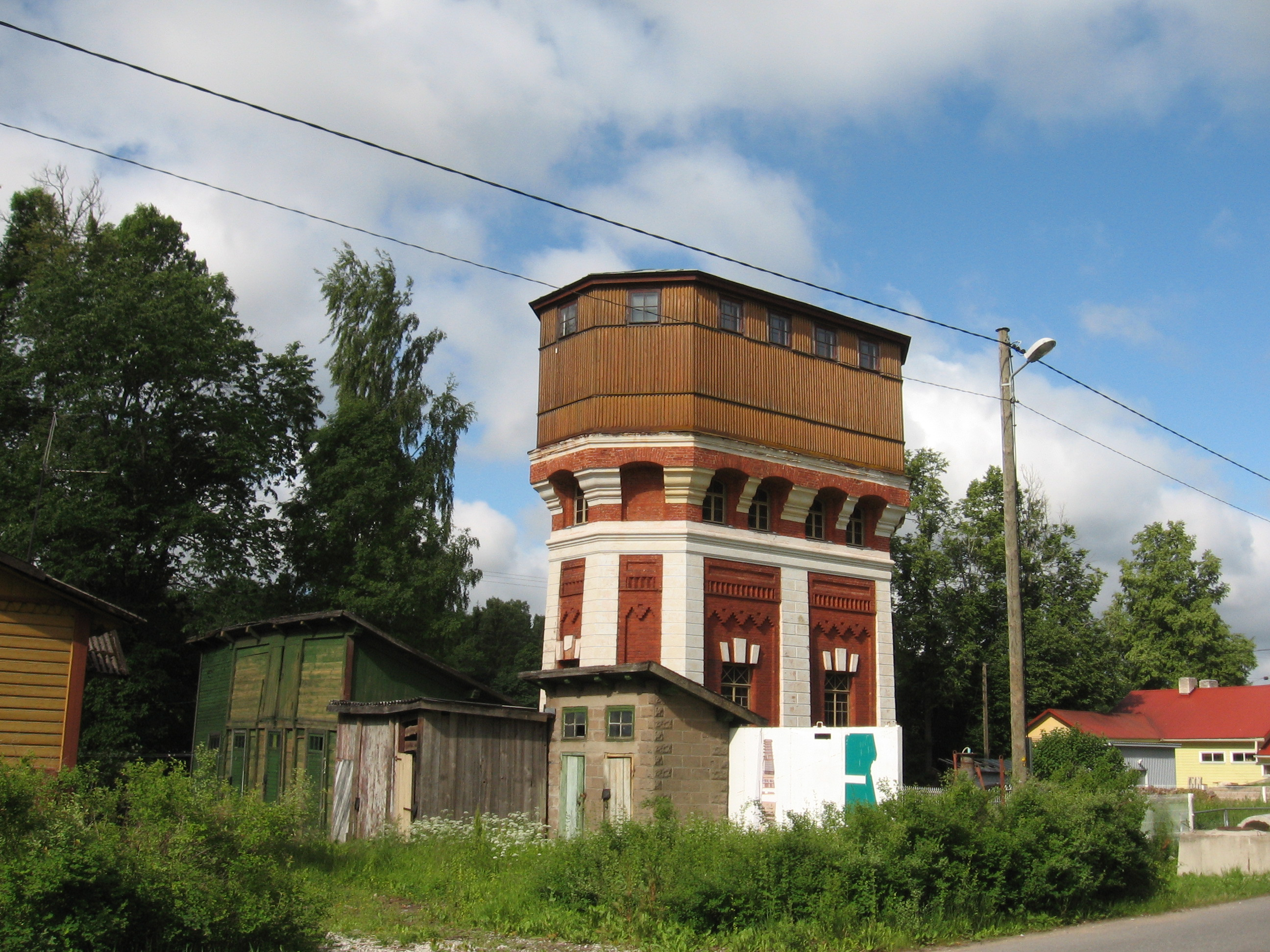
Château d'eau de la gare.
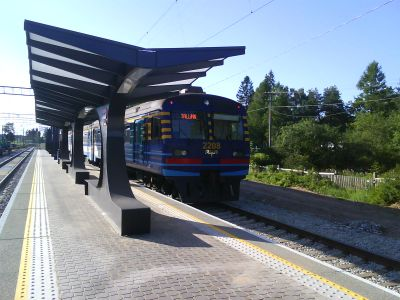
Quai de la gare.
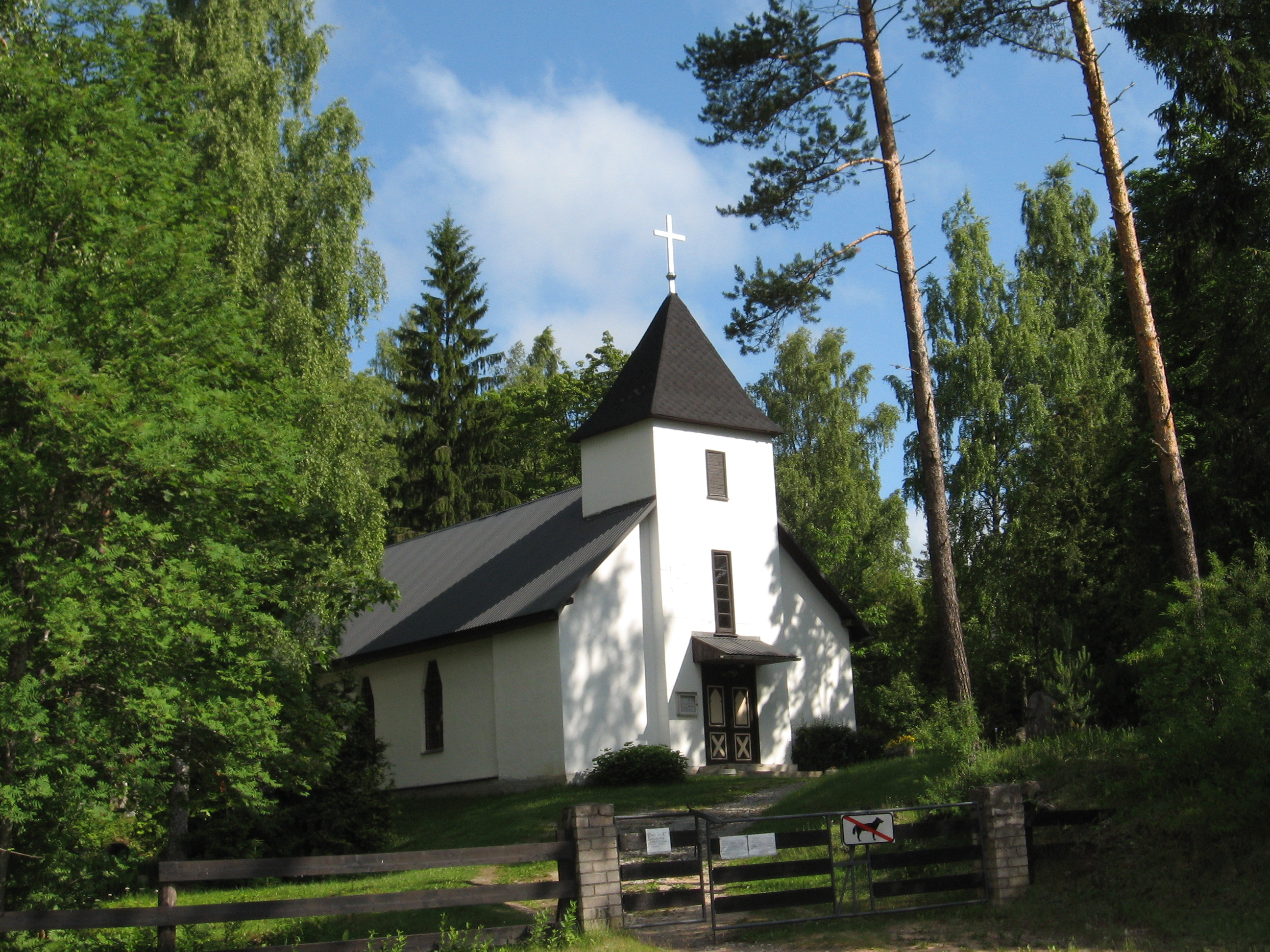
Église Saint-Alexandre et entrée de l'ancien cimetière de Aegviidu

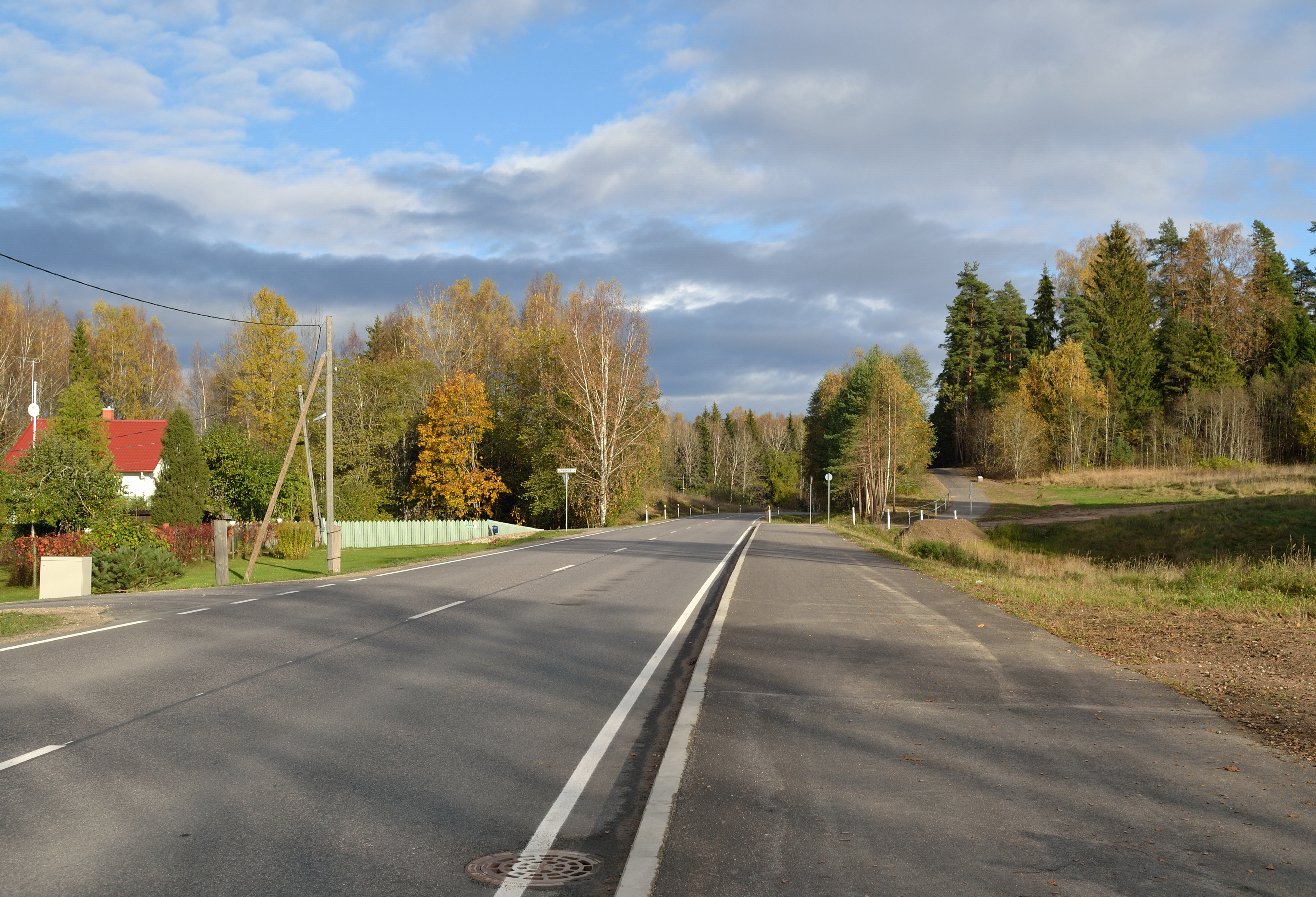
La rue Piibe à Aegviidu
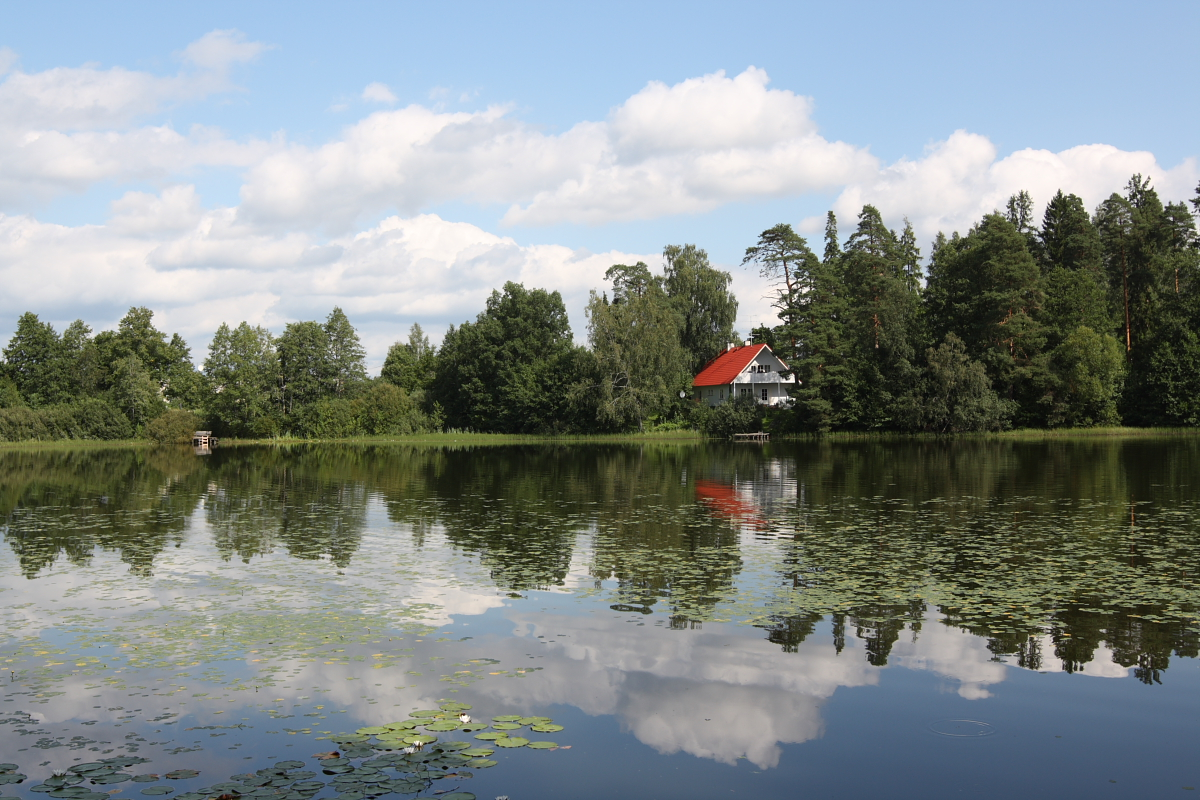
Lac Niker
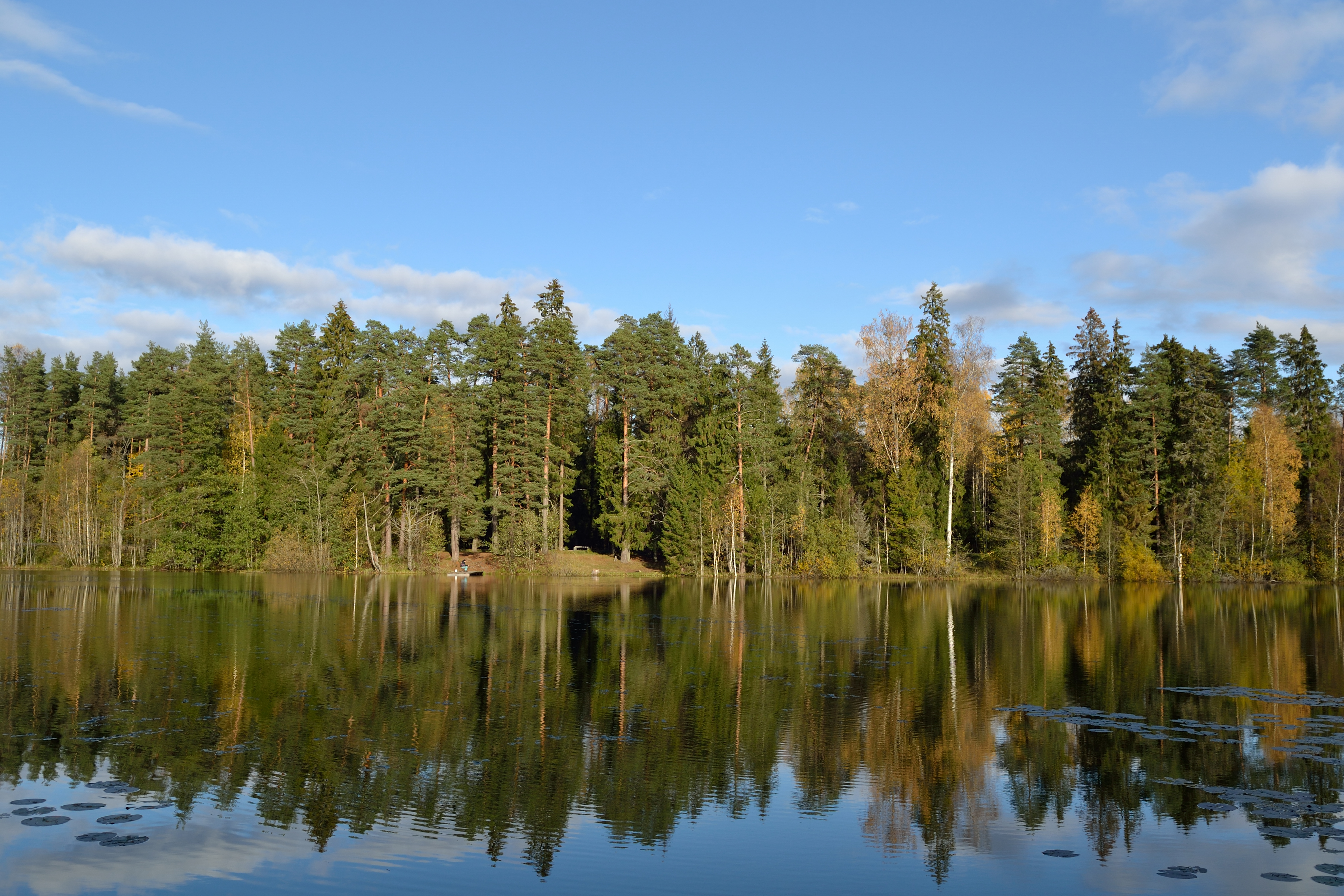
Lac Vahe
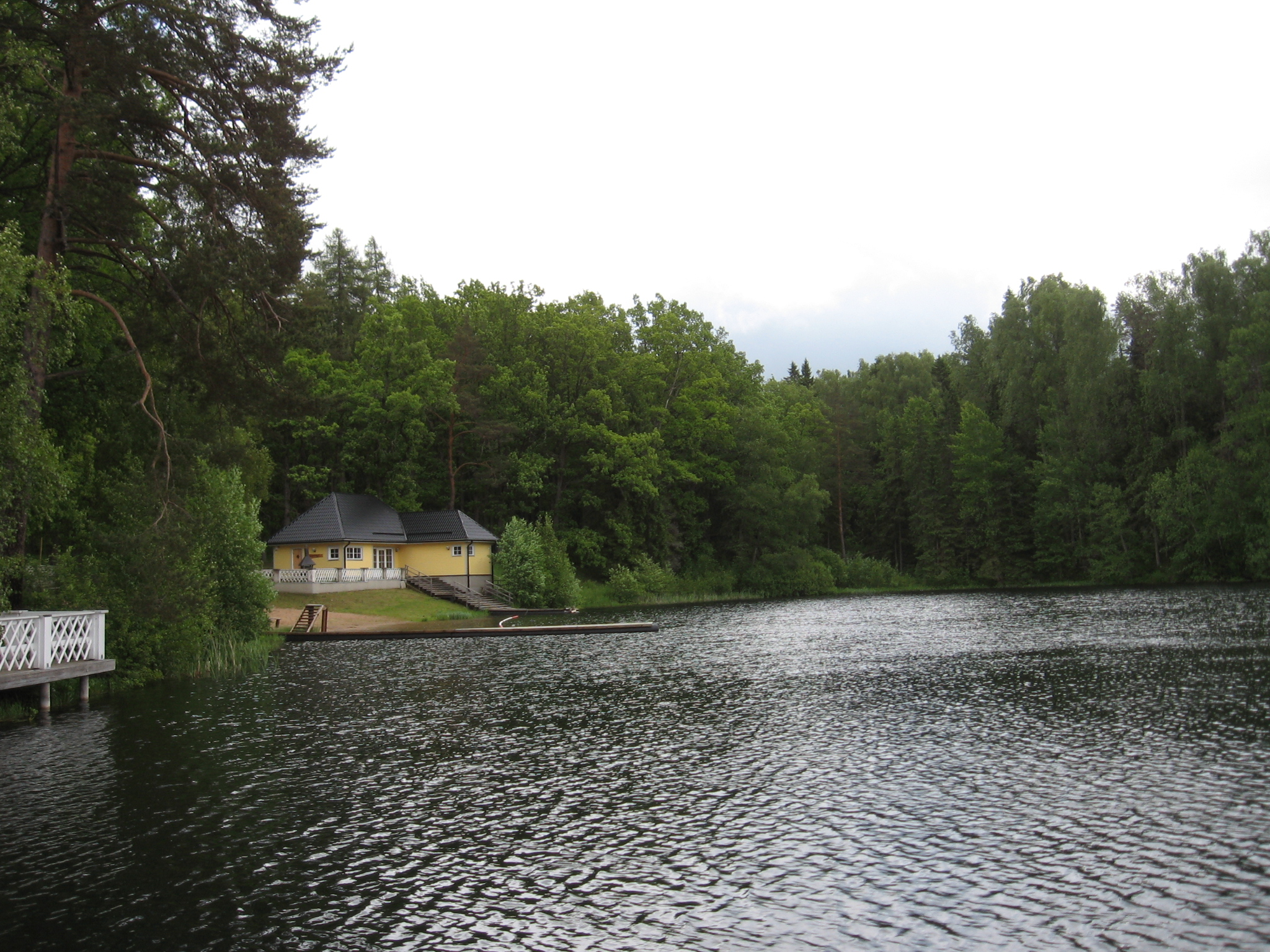
Lac Purgatsi